# 共病
在医学領域，共病（comorbidity）又译合并症，是与原发疾病同时病發的一种或多种疾病。生理和心理上均會出現共病。在心理健康方面，如同時罹患抑郁症和焦虑症就屬於共病的表現。
共病可以表示与另一病症同时並發但並沒因果聯繫的病症，也可以表示有所聯繫的同時病發的病症。有時同時病發的多種疾病因果關係也未必能搞清，無法確定是受其他疾病誘發還是沒有聯繫。此時依舊可以用共病症來形容這一狀況。后者的含义与併發症的概念有一些重叠。

## 备注
1. ↑  “合并症”此称呼有疑义或歧义，属于“非推荐名词”，在《汉英医学大词典》中，“合并症”与“并发症”英文译词均为“complication”[3]。